# Левицкий, Лев Абелевич
Лев Абелевич Леви́цкий (15 августа 1929, Каунас — 13 мая 2005, Лос-Анджелес) — советский и российский литературный критик, литературовед.

## Биография
Родился в еврейской семье Левинштейн, где говорили только на идиш и литовском. 23 июня 1941 года Левинштейны попытались эвакуироваться, но смогли посадить на поезд только детей (двух братьев и двух сестёр), а родители остались в Литве и были убиты в первые же дни оккупации. Лев по дороге отстал от поезда и попал в детский дом под Ярославлем, который затем был эвакуирован в Краснокамск (Молотовская область). Выучил русский язык. В 1944 году усыновлён литературоведом Т. К. Трифоновой (1904—1962).
В 1952 г. с отличием окончил филологический факультет ЛГУ им. А. А. Жданова, в 1957 г. — аспирантуру Литературного института. Работал литературным секретарём К. Г. Паустовского.
С 1965 г. — член Союза писателей СССР; член Союза писателей Москвы. Работал в редакции журнала «Новый мир».
C 1997 г. жил в Лос-Анджелесе. Скончался вследствие онкологического заболевания.

## Творчество
Печатался как критик в журналах «Октябрь», «Дружба народов».

### Избранные сочинения
- Воспоминания о Константине Паустовском : [Сборник] / Сост. Л. А. Левицкий. — М.: Сов. писатель, 1983. — 464 с. — 100 000 экз.
- Левицкий Л. А. Константин Паустовский : Очерк творчества. — М.: Сов. писатель, 1963. — 407 с. — 20 000 экз.
  - . — 2-е изд., доп. — М.: Сов. писатель, 1977. — 408 с. — 20 000 экз.
- Левицкий Л. А. Судьба, не ремесло : Рецензия на второй поэтический сборник Варлама Шаламова (Шелест листьев : Стихи. — М.: Советский писатель, 1964. — 126 с.)
- Левицкий Л. А. Термос времени : дневник, 1978—1997. — СПб.: Изд-во Сергея Ходова, 2006. — 670 с. — 700 экз. — ISBN 5-98456-020-8.
- Левицкий Л. А. Утешение цирюльника : дневник, 1963—1977. — СПб.: Изд-во Сергея Ходова, 2005. — 421 с. — 700 экз. — ISBN 5-98456-012-7.
- 1988 — «Воспоминания о Вере Пановой»
- 1989 — «Взгляд. Выпуск 2»
- 2003 — «Тарусские страницы. Выпуск 2»